# Cosmophasis valerieae
Cosmophasis valerieae es una especie de araña saltarina del género Cosmophasis, de la familia Salticidae, orden Araneae.

## Distribución
Se distribuye por Asia: Indonesia (Java e islas Menores de la Sonda).

## Taxonomía
Fue descrita por Prószyński & Deeleman-Reinhold en 2010 y publicada en Prószyński, J., & Deeleman-Reinhold, C. L. (2010). Description of some Salticidae (Araneae) from the Malay Archipelago. I. Salticidae of the Lesser Sunda Islands, with comments on related species. Arthropoda Selecta 19(3): 153-, 188.